# Armement Air-Sol Modulaire
De Armement Air-Sol Modulaire, NAVO-codenaam SBU-38/54/64 Hammer, waarbij HAMMER staat voor Highly Agile Modular Munition Extended Range, is een Frans systeem waarmee een gewone vliegtuigbom kan worden opgebouwd tot een slimme bom. Daartoe wordt vooraan een geleidingsmodule en achteraan een aandrijvingsmodule toegevoegd aan de bom.

## Componenten
Het is een modulair systeem omdat er afhankelijk van het beoogde doel verschillende versies van de componenten kunnen worden gebruikt. Wat de bom betreft zijn er varianten van de Amerikaanse Mark 82-vliegtuigbom van 227 of 250 kg en de BANG van het Europese MBDA in versies van 125, 221 en 1000 kg. Met een bom van 250 kg weegt een AASM 330 kg met een bereik tot 70 km, afhankelijk van de hoogte waarop hij wordt gelanceerd.
De aandrijving met vastebrandstofmotor wordt toegeleverd door Roxel en dient om het bereik te vergroten. Voor de geleiding zijn er drie opties. De eerste heeft een combinatie van traagheidsnavigatie met GPS die een Circular Error Probable tot op 10 meter geeft. De tweede heeft daarbovenop een infraroodcamera met beeldverwerking die de Circular Error Probable verbetert tot op één meter. De derde heeft in plaats daarvan lasergeleiding. Deze versie kan bewegende doelwitten treffen met een Circular Error Probable van minder dan een meter.

## Gebruikers
De primaire gebruiker van de AASM is Frankrijk. In 2000 sloot de DGA een contract met SAGEM voor de ontwikkeling van het wapensysteem en de productie van 750 stuks. In juni 2007 werd het getoond op het Luchtvaartsalon van Le Bourget. Het systeem werd geïntegreerd op de Mirage 2000 en Rafale van de Franse luchtmacht en marine en vanaf eind 2006 getest.
In 2009 bestelde de luchtmacht nog eens 3400 stuks. Ze werden daarna ingezet in Afghanistan, Libië, Mali en Irak.
Ook bondgenoten van Frankrijk kochten AASM's als onderdeel van grotere wapendeals. Marokko kocht ze toen het zijn Mirage F1's moderniseerde. In 2015 kochten Egypte en Qatar er 200 en 300 bij hun Rafale-gevechtsvliegtuigen. Een verkoop aan Saoedi-Arabië toen dat land zijn Panavia Tornado's moderniseerde ging niet door.
Begin 2024 engageerde Frankrijk zich om maandelijks 50 stuks aan Oekraïne te leveren als steun in de oorlog die dat land voerde tegen Rusland. Het wapen werd daarvoor geïntegreerd op Oekraïnes MiG-29 en Soe-27's. Oekraïne beschikt sinds begin 2025 ook over Mirage 2000-5 die de AASM kunnen lanceren.
De Indiase luchtmacht heeft AASM voor hun Dassault Rafale en heeft die op 7 mei 2025 ingezet bij een vergeldingsaanval voor de aanslag Pahalgam 2025 van 22 april 2025 tegen negen doelwitten van de groeperingen Jaish-e-Mohammed en Lashkar-e-Taiba in Azad Kasjmir en Punjab (Pakistan).